# Alberto Festa
Alberto Augusto Antunes Festa (* 21. Juli 1939 in Santo Tirso; † 2. Januar 2024) war ein portugiesischer Fußballspieler.

## Karriere

### Verein
Festa begann seine Profikarriere in seinem Geburtsort beim lokalen Verein FC Tirsense. 1960 wechselte er zum FC  Porto. Mit diesem Klub gewann er 1968 den portugiesischen Pokal. Im Finale gegen Vitória Setúbal wurde er jedoch nicht eingesetzt. Anschließend kehrte er zu seinem Stammverein Tirsense zurück, der gerade aus der Primeira Divisão abgestiegen war. Dort beendete er 1972 aufgrund zahlreicher Verletzungen seine aktive Laufbahn. Im Anschluss daran trainierte er acht Jahre lang Jugendmannschaften des FC Porto.

### Nationalmannschaft
Am 23. Januar 1963 debütierte Festa beim 0:1 gegen Bulgarien im Entscheidungsspiel um die Teilnahme an der Endrunde der Fußball-Europameisterschaft 1964 in der portugiesischen Nationalmannschaft.
Nach erfolgreicher Qualifikation für die Endrunde der Fußball-Weltmeisterschaft 1966 in England wurde Festa von Trainer Otto Glória in den portugiesischen Kader berufen. Dort wurde er im Gruppenspiel gegen Bulgarien, im Halbfinale gegen den Gastgeber und späteren Weltmeister England sowie im Spiel um den dritten Platz gegen die Sowjetunion, welches Portugal mit 2:1 gewann, eingesetzt. Diese Partie war gleichzeitig Festas letztes von 19 Länderspielen für Portugal, in denen er ohne Torerfolg blieb.

## Trivia
Neben Festa wurden auch Torhüter Américo Lopes und Mittelfeldspieler Custódio Pinto als Spieler des FC Porto für die Weltmeisterschaft nominiert. Da allerdings nur Festa im Laufe des Turniers eingesetzt wurde, ist er der erste Spieler in der Vereinsgeschichte des FC Porto, der ein Spiel bei einer Fußball-Weltmeisterschaft bestritt.

## Erfolge
- Portugiesischer Pokal: 1968
- Fußball-Weltmeisterschaft 1966: Dritter Platz